# Seychellparadismonark
Seychellparadismonark (Terpsiphone corvina) är en akut hotad fågel i familjen monarker inom ordningen tättingar.

## Utseende och läten
Seychellparadismonarken är en långstjärtad monark med en kroppslängden är 20 cm, men hanen i häckningsdräkt har förlängda centrala stjärtpennor med ytterligare 16 cm. Hanen är vidare blåglansigt helsvart med blå näbb och bar hud kring ögat. Honan och ungfågeln har svart huvud, gräddvit undersida och kastanjebrun ovansida och stjärt. Sången är visslande och varningslätet är ett hårt "szzweet".

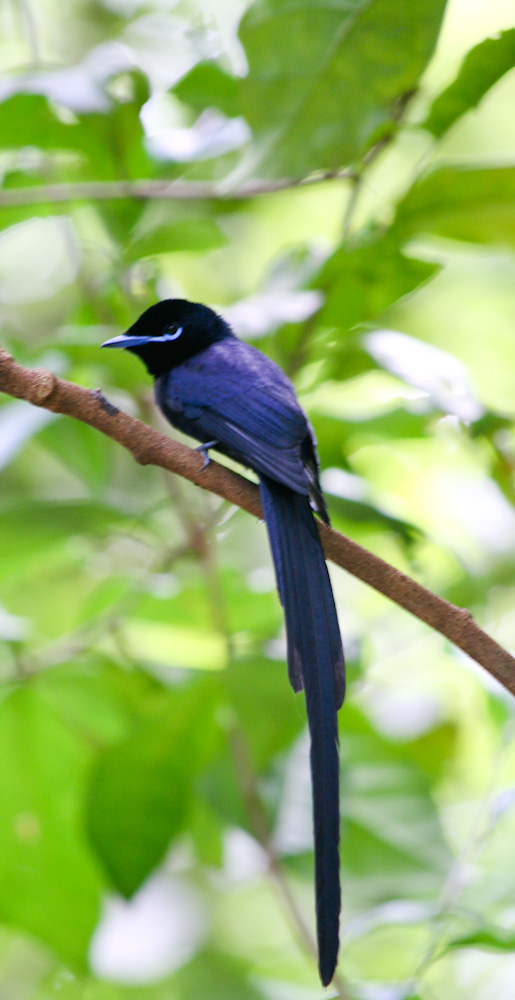

## Utbredning och status
Fågeln förekommer endast i skogar på ön La Digue i Seychellerna. IUCN kategoriserar arten som sårbar.